# 威廉斯堡 (密蘇里州)
威廉斯堡（英語：Williamsburg）是位於美國密蘇里州卡勒韋縣的非建制地區。

## 歷史
威廉斯堡的郵局自1835年營運至今。

## 地理
威廉斯堡所處的海拔為高於海平面255米（即837英呎），而該地所採用的時區為UTC-6，即北美中部時區（CST）。同時該地設有夏令時間，為UTC-6調快一小時，即UTC-5（CDT）。